# Djuptjärnen (Stavnäs socken, Värmland)
Djuptjärnen är en sjö i Arvika kommun i Värmland och ingår i Göta älvs huvudavrinningsområde. Sjön har en area på 0,0783 kvadratkilometer och ligger 128,3 meter över havet.

## Delavrinningsområde
Djuptjärnen ingår i det delavrinningsområde (659418-132529) som SMHI kallar för Mynnar i Glafsfjorden. Medelhöjden är 160 meter över havet och ytan är 8,07 kvadratkilometer. Räknas de 3 avrinningsområdena uppströms in blir den ackumulerade arean 23,87 kvadratkilometer. Vattendraget som avvattnar avrinningsområdet har biflödesordning 3, vilket innebär att vattnet flödar genom totalt 3 vattendrag innan det når havet efter 240 kilometer. Avrinningsområdet består mestadels av skog (77 procent). Avrinningsområdet har 0,21 kvadratkilometer vattenytor vilket ger det en sjöprocent på 2,6 procent. Bebyggelsen i området täcker en yta av 0,46 kvadratkilometer eller 6 procent av avrinningsområdet.